# Timothy Treadwell
Timothy Treadwell, född Timothy Dexter 29 april 1957 på Long Island, New York, USA, död 5 oktober 2003 i Katmai Nationalpark i Alaska, USA, var en amerikansk björnentusiast, naturalist och dokumentärfilmare. 
Han levde tillsammans med grizzlybjörnar i Katmai Nationalpark i Alaska, USA i ungefär tretton säsonger. 
Treadwell ville visa att nutidsmänniskan, trots civilisation och komfort, i kraft av intuition, kunskap, förståelse, taktik och offensivt förhållningssätt vid möten och konfrontationer med björn kunde framkalla social acceptans och i varje fall uteblivna angripanden. 
Treadwell och hans flickvän Amie Huguenard dödades och åts av en eller möjligen två grizzlybjörnar efter den trettonde sommaren med björnarna, i oktober 2003. Det var första gången de underlät att flyga ut ur grizzlyreservatet efter sommarsäsongen. Därmed kom de att konfronteras med björnar som hade svårare att finna föda och i högre grad övergick till att se honom som ett potentiellt bytesdjur. Av ljudupptagningen från dödskampen framgår att Treadwell enträget uppmanade flickvännen att fly tältet där björnen anföll dem. 
Endast benfragment och klädesdetaljer hittades senare av piloten som skulle hämta paret. Björnen som dödat dem sköts ganska snart, och kroppsdelar och tygbitar från paret hittades i dess matsmältningssystem. Ljudinspelning av attacken finns, men har aldrig spelats upp offentligt, på de anhörigas begäran. Att det saknas bilder beror på att objektivskyddet satt kvar på kameran, som var igång under hela attacken.
Det har spekulerats i att Treadwell efter alla framgångsrika år blev benägen att möta utmaningen att samleva med sina "vänner" även under björnarnas karga period fram till vintervilan. Som framgår av efterlämnat dokumentärt material talade, funderade och raljerade Treadwell mycket om huruvida han skulle bli björnarnas byte.
Werner Herzog spelade in en film om Treadwells liv, arbete och död, kallad Grizzly Man, 2005.